# Helina tarsalis
Helina tarsalis är en tvåvingeart som först beskrevs av Stein 1918.  Helina tarsalis ingår i släktet Helina och familjen husflugor. Inga underarter finns listade i Catalogue of Life.